# Mjölkcentralens brand 1937

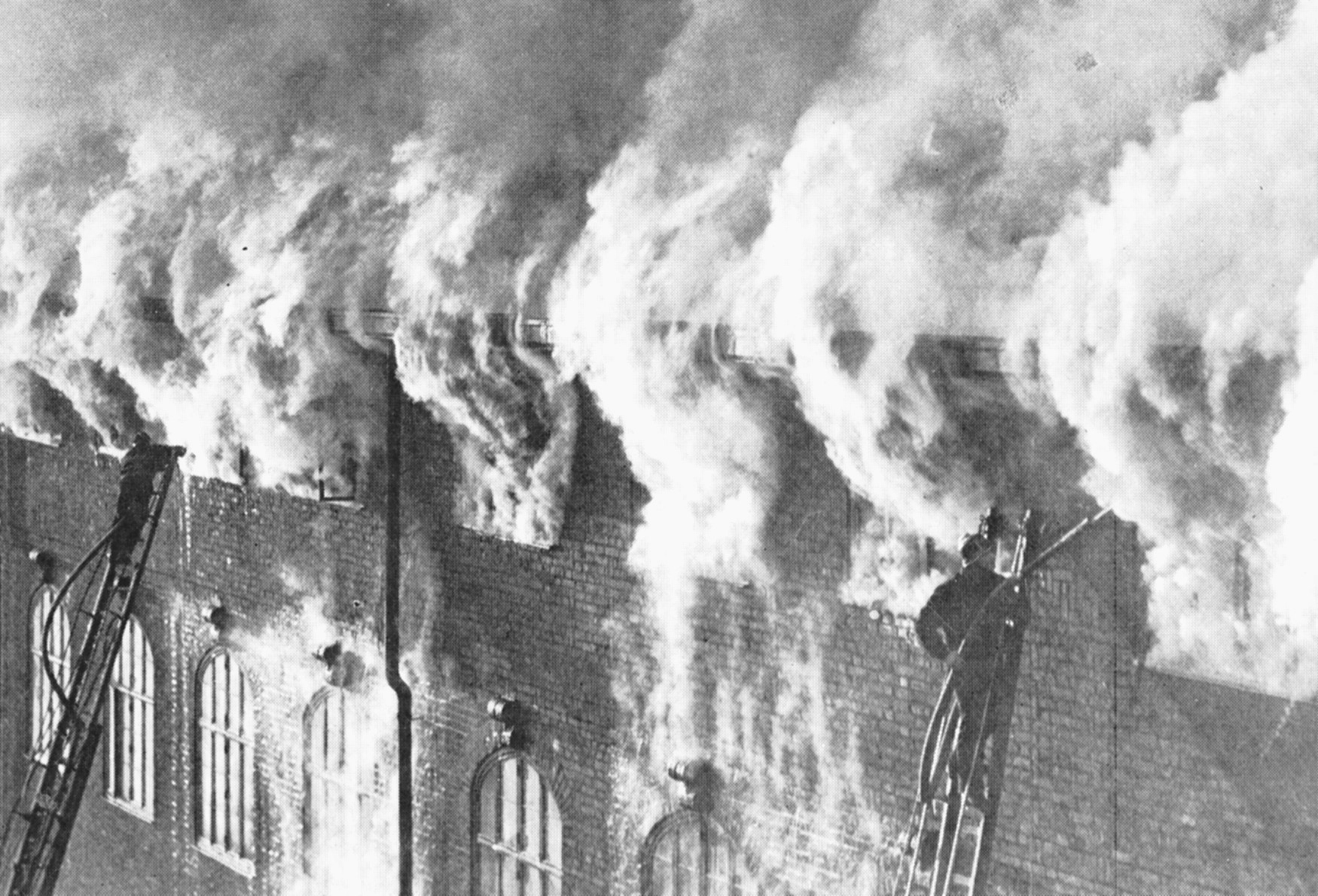
Mjölkcentralens brand 1937

Mjölkcentralens brand ägde rum den 8 februari 1937 i Stockholms mjölkcentral vid Torsgatan på Norrmalm. Branden skulle utveckla sig till en av de värsta bränder som Stockholms brandförsvar upplevde sedan det bildades 1875. Branden krävde ett dödsoffer.

## Förloppet

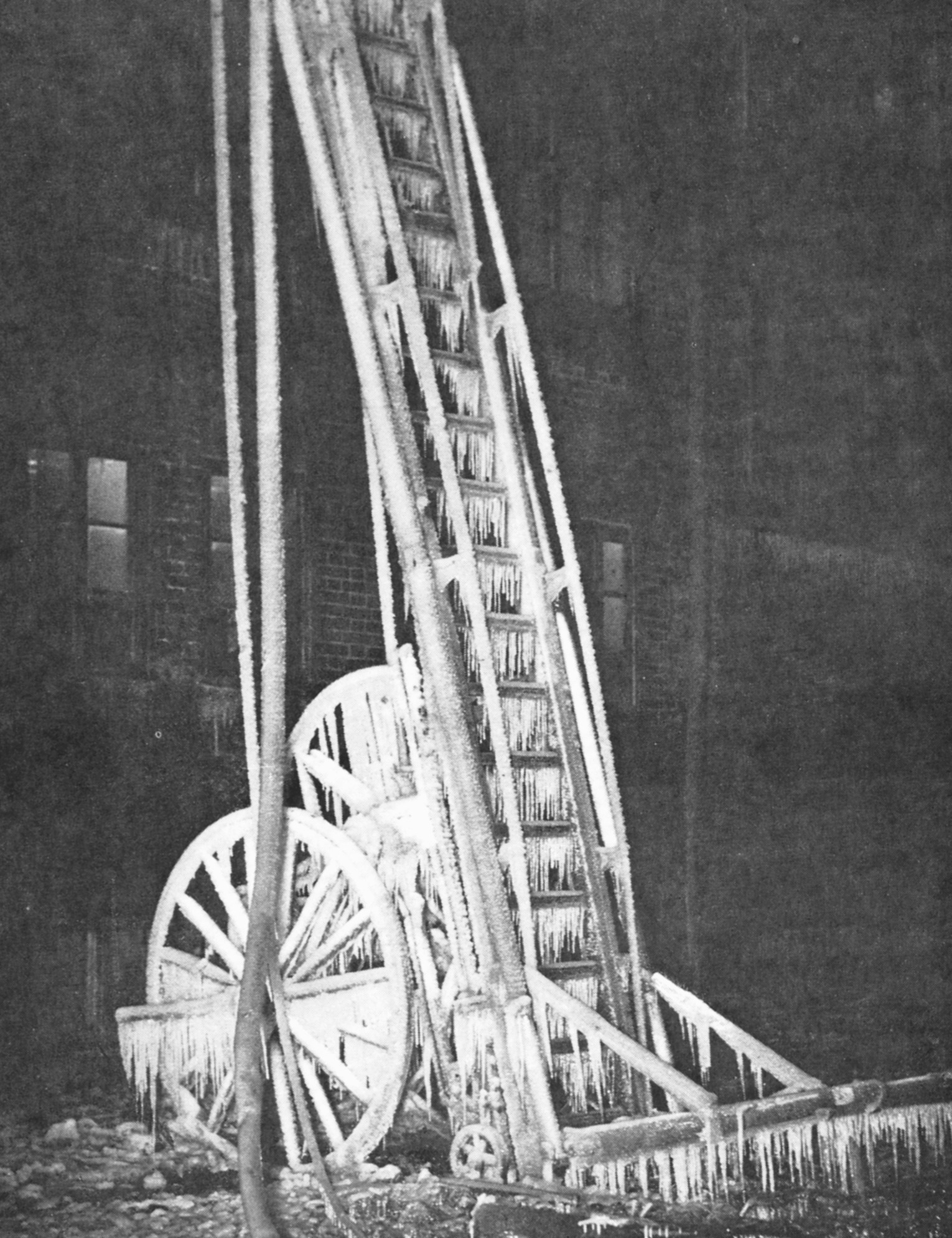
En nedisad maskinstege.

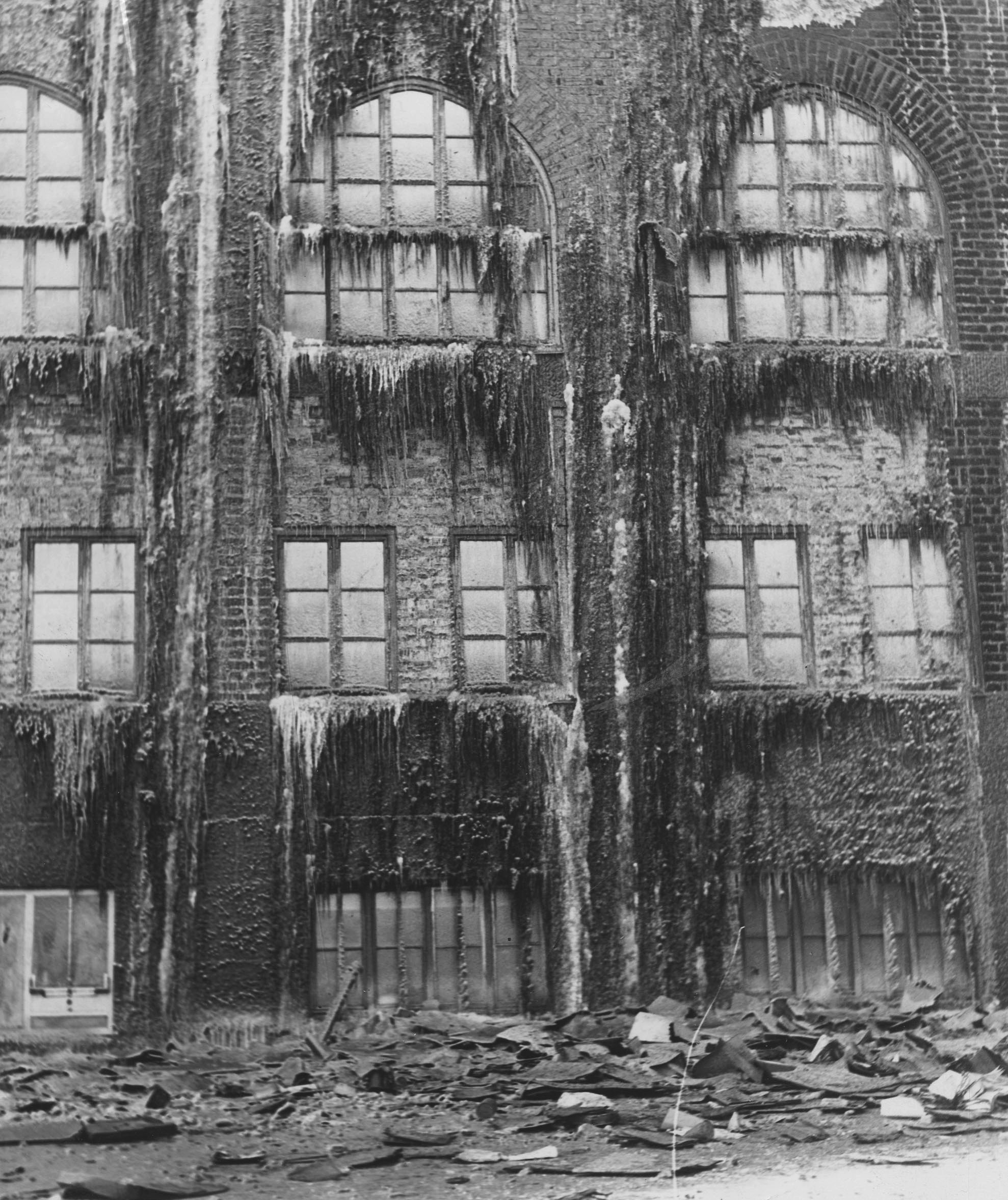
Av släckvatten nedisad fasad.

Mjölkcentralen var ett stort byggnadskomplex bestående av mejeribyggnad samt kontor och lager i kvarteret Läkaren, omsluten av Torsgatan, Tegnérgatan, Dalagatan och Kammakargatan. Branden utbröt i samband med svetsarbeten på vinden ovanför den fjärde våningen den 8 februari 1937 vid 13-tiden. Till en början försökte man att släcka elden själv, men misslyckades. Brandkåren larmades och snart var kårer från flera brandstationer på platsen. Man försökte avlägsna de syrgas- och acetylengastuber som hade använts för svetsningsarbetena, men misslyckades, elden hade redan spridit sig. Maskinstegar restes från flera sidor, men de blev snart överdragna av ett tjockt islager, eftersom det var mellan fem och tio minusgrader denna februaridag och släckvattnet frös. Det blev livsfarligt att klättra på dem. Gården förvandlades snart till en isbana.
Manskapet hade alltså inte bara att kämpa mot elden utan även med svåra omständigheter som kraftig isbildning och ett paraffinlager på 3500 kg som började smälta och brinna och försvårade branden avsevärt. Två brandförmän, John Pärlfors och Konrad Rydestam, blev avskurna av eldsvådan. Pärlfors hade tagit av sig gasmasken och hängde utanför fönstret på fjärde våningen. Rydestam försökte hålla fast honom, men deras arbetshandskar av läder hade blivit såphala av släckvattnet. Greppet gled ur och Pärlfors föll till marken; han dog senare av sina skador. Rydestam kunde räddas i sista stund.
Två av acetylengastuberna som fanns kvar på vinden exploderade och flög iväg som projektiler varvid en brandman skadades. Trapphuset hotade att störta samman och befälet fick dra tillbaka sitt manskap. Brandchefen började inse att eldsvådan i Mjölkcentralen skulle bli en av de svåraste brandkåren i Stockholm stått inför. Till slut var samtliga av Stockholms brandmän engagerade i brandsläckningen och alla lediga brandmän kallades till tjänstgöring. Totalt fanns 70 personer på platsen inklusive chefer, brandmästare, brandmän och elever från brandbefälsskolan.
Efter ett par timmars vattenbegjutning gav släckningsförsöken resultat. Nu började det bli mörkt och all elbelysning hade slagits ut. Militären kom till platsen med ett mobilt elverk och starka strålkastare.   Först efter sju timmar ansågs elden vara under kontroll.

## Följder

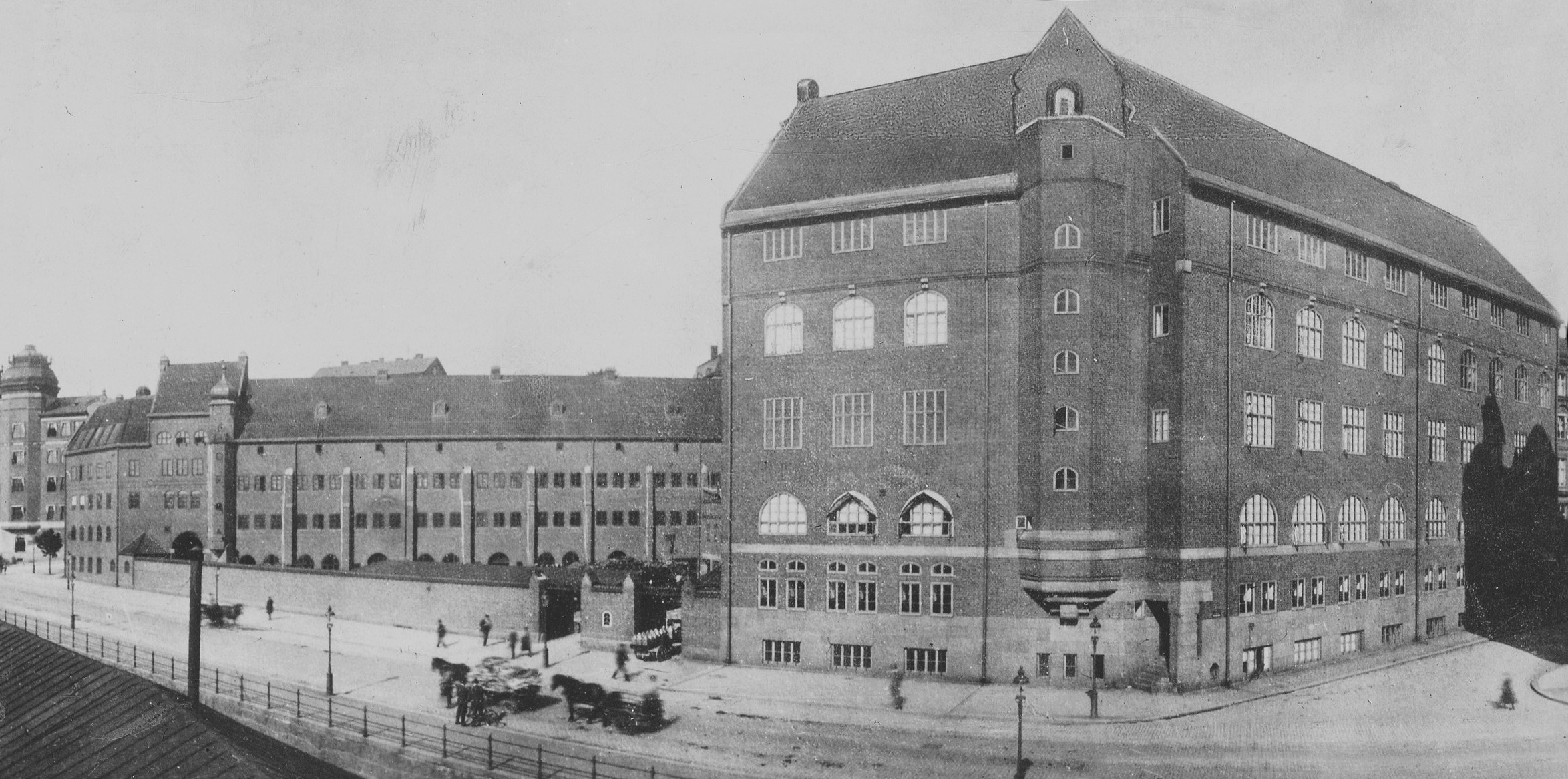
Mjölkcentralen vid Torsgatan, 1916

Eftersom själva mejeridelen inte berördes av branden fick stockholmarna sin mjölk som vanligt. Mejericentralens ledning visade sin tacksamhet och donerade 4000 kronor till den omkomnes familj och 2000 till den skadade brandmannen. Ytterligare 4000 kronor gavs till brandkårens kassa “för nytta och nöje”.
Skadan gick på över en miljon kronor. Förhandlingen om brandskadebeloppet drog dock ut på tiden, eftersom Mjölkcentralen inte hade gjort anmälan om paraffinlagret och lagret inte hade förvarats i ett eldsäkert rum. Slutligen betalades drygt 600 000 konor ut och Mjölkcentralen kunde sälja skrot för 15 552 kronor.
Nyhetsfilmaren Gösta Roosling, som gjorde journalfilmer till Svensk Filmindustri, fanns på plats och filmade hela händelsen med risk för sitt eget liv. Hans reportagefilm  Mjölkcentralen brinner blev färdig en dag för sent för att hinna med i veckans journalfilm till landets biografer. När den slutligen visades var den en vecka gammal.